# Periscopi

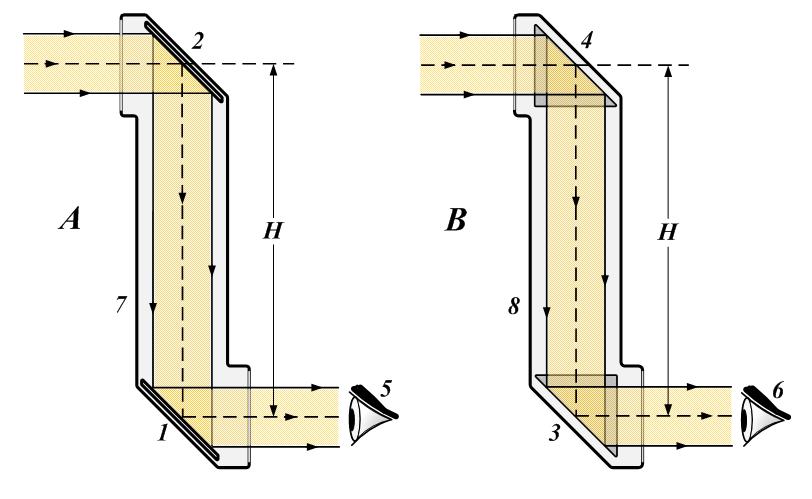
Esquema d'un periscopi.
A - Periscopi utilitzant 2 miralls plans.
B - Periscopi utilitzant 2 prismes (amb angle a la dreta).
1 - 2 - Miralls plans.
3 - 4 - Prismes d'angle a la dreta.
5 - 6 - Ull de l'observador.
7 - 8 - Tub del periscopi.
H - Altura del periscopi òptic.

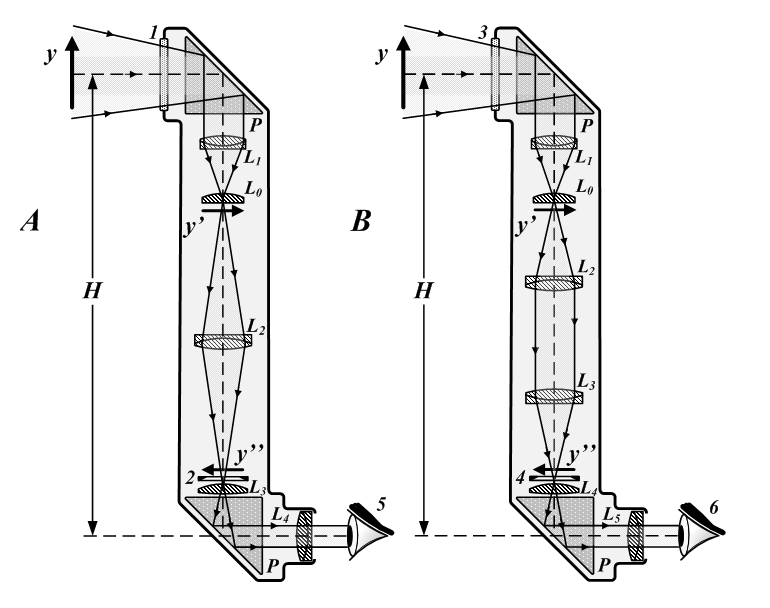
Esquema de les lents dels periscopis.
A - Periscopi utilitzant una sola lent (L2) per corregir la imatge.B - Periscopi que utilitza dues lents (L2-L3) per corregir la imatge.1-3 - Finestra del periscopi.2-4 - Reticle del periscopi.P - Prismes (or miralls).L1 - Lents de l'objectiu.L2 - per a A - L2 - L3 - per a B - Lents d'imatge.L3 - L4 - per a A - L4-L5- per a B - Ocular.L0 - Lent de camp.y - Objecte llunyà.H - Altura del periscopi òptic.

Un periscopi és un instrument òptic que permet observar des d'una posició camuflada (sense exposar-se) al contrari que un binocular o una mira telescòpica. En la seva configuració més simple consta d'un tub amb dos miralls a cada extrem situats en paral·lel en un angle de 45 graus. Aquest disseny (sovint afegint-hi lents òptiques) s'utilitzà durant la Primera Guerra Mundial per a observar el camp de combat de les trinxeres sense exposar-se al foc enemic. Aquest tipus de periscopis també s'utilitzen en les torretes d'alguns vehicles blindats. Periscopis més complexos, basats en prismes en comptes de miralls, i amb lents d'amplificació (amb zoom) s'utilitzen en submarins, permetent observar l'exterior i disparar els torpedes mentre es mantenen en immersió.

## Orígens i primers usos
Ja a la dècada del 1430 Johannes Gutenberg, més conegut per la seva contribució en la tecnologia de la impremta, va construir i comercialitzar un telescopi senzill per permetre als pelegrins veure per sobre la multitud durant els festival religiós d'Aquisgrà. Johannes Hevelius descrivia, l'any 1647, periscopis amb lents en la seva obra Selenographia, sive Lunae descriptio, veient aplicacions militars per aquest invent.
La inventora estatunidenca Sarah Mather és recordada per haver patentat el disseny del telescopi submarí, el primer periscopi, el 16 d'abril de 1845ː «La naturalesa de la meva invenció consisteix en la construcció d'un tub que té un llum unit a un extrem, que pot ser enfonsat a l'aigua per il·luminar-hi objectes, i un telescopi per veure aquests objectes i fer exàmens sota l'aigua…» Fins aquell moment s’havien fet servir dispositius senzills,  amb camp visual reduït i subjectes a circumstàncies diverses, com la nitidesa de l'aigua o la col·locació de l'aparell. La seva patent va obrir noves possibilitats. Al juliol de 1864 una nova patent introduïa millores en els seus «Telescopis Submarins».
L'inventor Simon Lake va ser el primer a utilitzar periscopis en els seus submarins l'any 1902, mentre que el britànic Howard Grubb en perfeccionà el disseny durant la Primera Guerra Mundial.

### Periscopis de trinxera
Els periscopis, en alguns casos fixats a un fusell, van ser utilitzats durant la Primera Guerra Mundial permetent als soldats observar sense exposar-se fora de les trinxeres evitant el perill de ser disparats (especialment per franctiradors).

#### Aspectes òptics

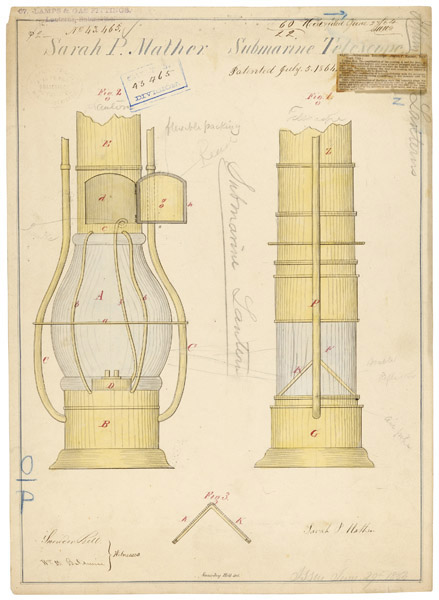
Dibuix de la patent 43465 de Sarah Mather (juliol de 1864) per a la millora dels seus «Telescopis Submarins». The National Archives.

Alguns models de periscopis de trinxera o binocles de trinxera eren instruments òptics amb característiques semblants als binocles prismàrics manuals. Els paràmetres a considerar són els mateixos: augments, diàmetre dels objectius, camp angular, lluinositat, distància interocular, pupil·la de sortida, ...

#### Visió estereoscòpica
Els humans gaudeixen de visió binocular i de visió estereoscòpica pel fet de mirar amb dos ulls. La visió estereoscòpica i la sensació de profunditat es basen en la superposició de dues imatges (una en cada ull) lleugerament diferents. Segons diversos experiments realitzats, la distància màxima de visió estereoscòpica (radi estereoscòpic) és d’uns 450 metres. Que correspon a una diferència angular de 30 segons d’arc entre les imatges.
La visió amb l’auxili d’uns binocles millora la visió estereoscòpica. Per exemple, dos objectes separats per 5 segons d’arc (a ull nu) observats amb uns binocles de 8 augments proporcionaran la sensació d’una separació de 40 segons d’arc. El radi estereoscòpic serà de 3600 metres (8 vegades més gran que a ull nu).
- Cal tenir en compte que les consideracions anteriors serveixen per a una distància entre els objectius dels binocles igual a la distància entre els ulls de l’observador. Hi ha molts dissenys de binocles amb una separació dels objectius més gran que la distància interocular.
- En els periscopis de trinxera més habituals, la separació dels objectius pot ser igual a la dels oculars o molt més gran.

### Fusells periscòpics
- William Houlten.[15]
- William Beech.[16][17]

## Ús naval

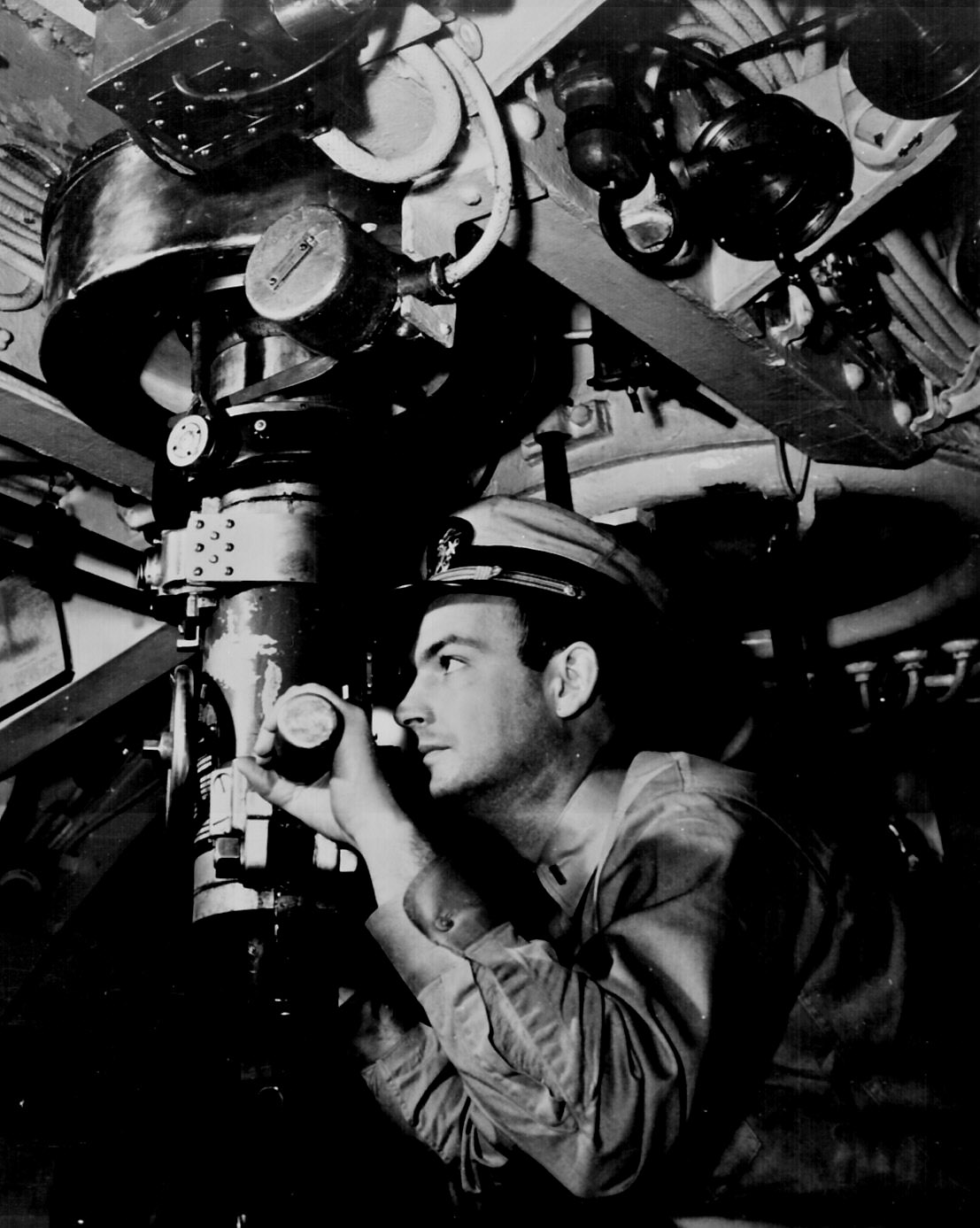
Oficial al periscopi des d'un submarí americà durant la Segona Guerra Mundial.

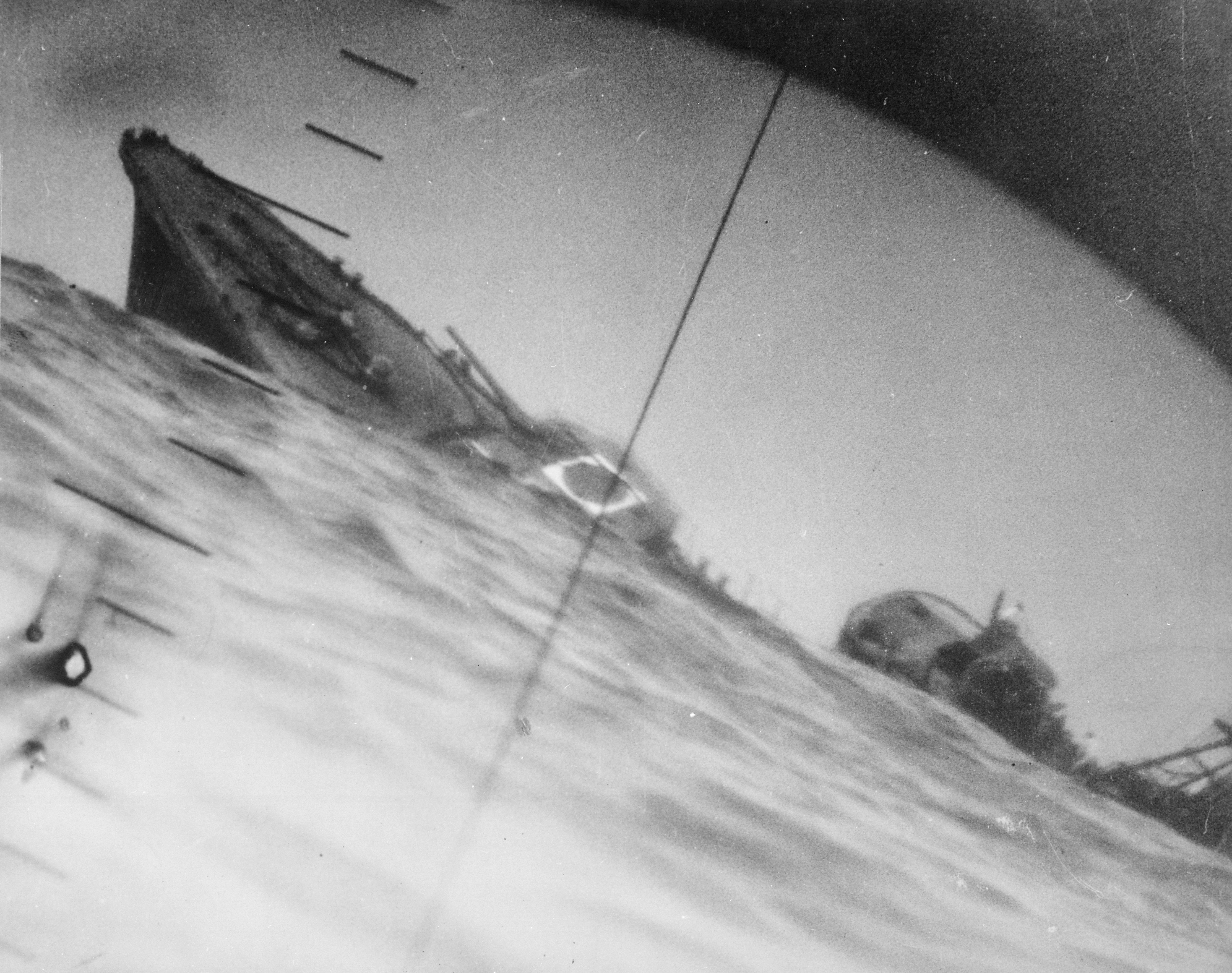
Un destructor japonès torpedinat enfonsant-se, fotografiat des del periscopi del submarí USS Wahoo o l'USS Nautilus, el juny de 1942.

Els periscopis permeten a un submarí, mentre es manté submergit a poca profunditat, visualitzar objectius i perills tant en superfície com aeris. L'ús del periscopi en situacions de combat ha de ser discret, ja que pot revelar la pròpia posició (eliminant l'avantatge principal dels atacs submarins).
El francès Hippolyte Marié-Davy construí l'any 1854 el primer periscopi naval amb un disseny senzill amb miralls. Fou l'americà Thomas H. Doughty que va desenvolupar el persicopi de prismes que fou utilitzat en la Guerra Civil Americana (1861-1865). El primer exemples d'ús d'un periscopi en un submarí es deu a Isaac Peral que el va utilitzar en el seu submarí (1888). Es tractava d'un periscopi fix que utilitzava un conjunt de prismes. Aquest periscopi va permetre que, per primer cop, es disparessin torpedes mentre el submarí es trobava en immersió. La invenció del periscopi retràctil, utilitzat habitualment en els submarins, s'atribueix a Simon Lake, que l'any 1902 l'anomenà "omniscope or skalomniscope", tot i això l'italià Triulzi sembla que ja havia inventat un periscopi equivalent l'any 1901 amb el nom de cleptoscopi.
Els submarins del segle xxi no sempre disposen de periscopis per exemple els submarins d'atac de la classe Virginia (els més moderns de la Marina dels Estats Units) compten amb aparells electrònics que recullen les imatges de la superfície. Aquesta nova tecnologia permet simplificar el buc de pressió (ja que no cal que hi encaixi el tub del telescopi) i per altra banda flexibilitza la disposició i equipament de la sala de control, ja que aquesta no ha d'estar situada forçosament sota la torreta.

## Fotografia
- La càmera Corfiel Periflex emprava un sistema periscòpic per a verificar la imatge proporcionada per l’objectiu (com en una càmera reflex).[25][26]
- Telèfons mòbils amb òptiques periscòpiques que permeten zooms òptics.[27]

## Usos en tancs
- Mires de tir per a armes.[28]
- Periscopis de visió angular total. L’enginyer polonès Rudolf Gundlach va patentar un periscopi que permetia una visió de 360 graus (Peryskop obrotowy Gundlacha). Va equipar els tancs polonesos 7TP des de 1935. La denominació anglesa era la de Vickers Tank Periscope MK.IV.[29]
- Patent nord-americana.1938 US patent 2130006 "periscope for armored vehicles"

## Ús en aviació
- L'avió Spirit of Saint Louis disposava d'un periscopi. La nau no tenia parabrisa i el pilot no gaudia de visió frontal directa.[30]
- Hi ha notícies de patents neozelandeses sobre periscopis per a dirigibles.[31]
- Alguns dirigibles en viatges polars empraven la navegació amb el sol amb un instrument periscòpic.[32]

## Fusells amb canons curvats
A la Segona Guerra Mundial els alemanys projectaren i construïren nombrosos fusells amb canons curvats que permetien disparar en angles de 30, 45 i 90 graus. S'anomenaren Krummlauf i disposaven de sistemes periscòpics de mira.

## Galeria

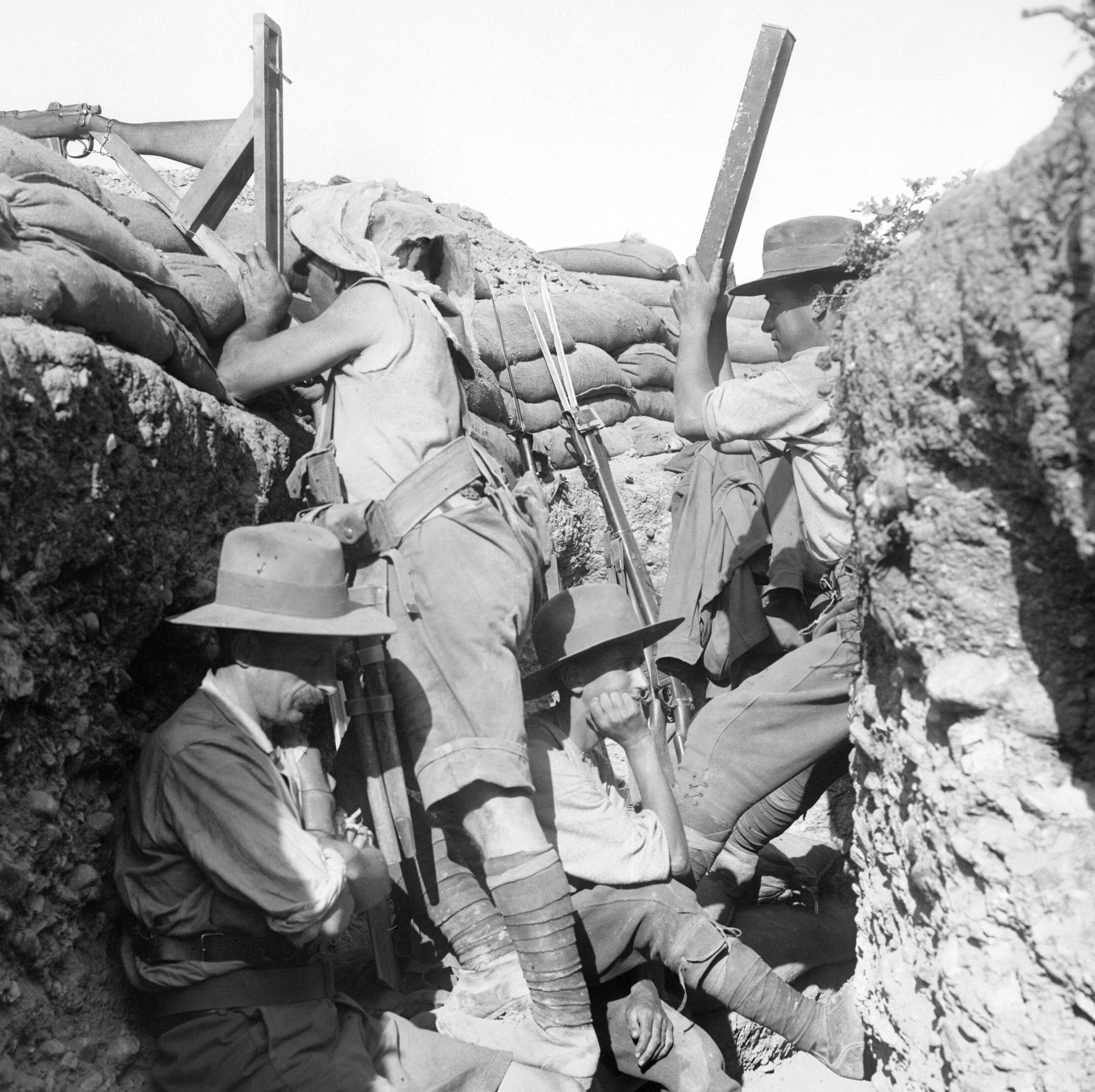
Periscopi en ús per tropes australianes durant la batalla de Gal·lípoli (1915)
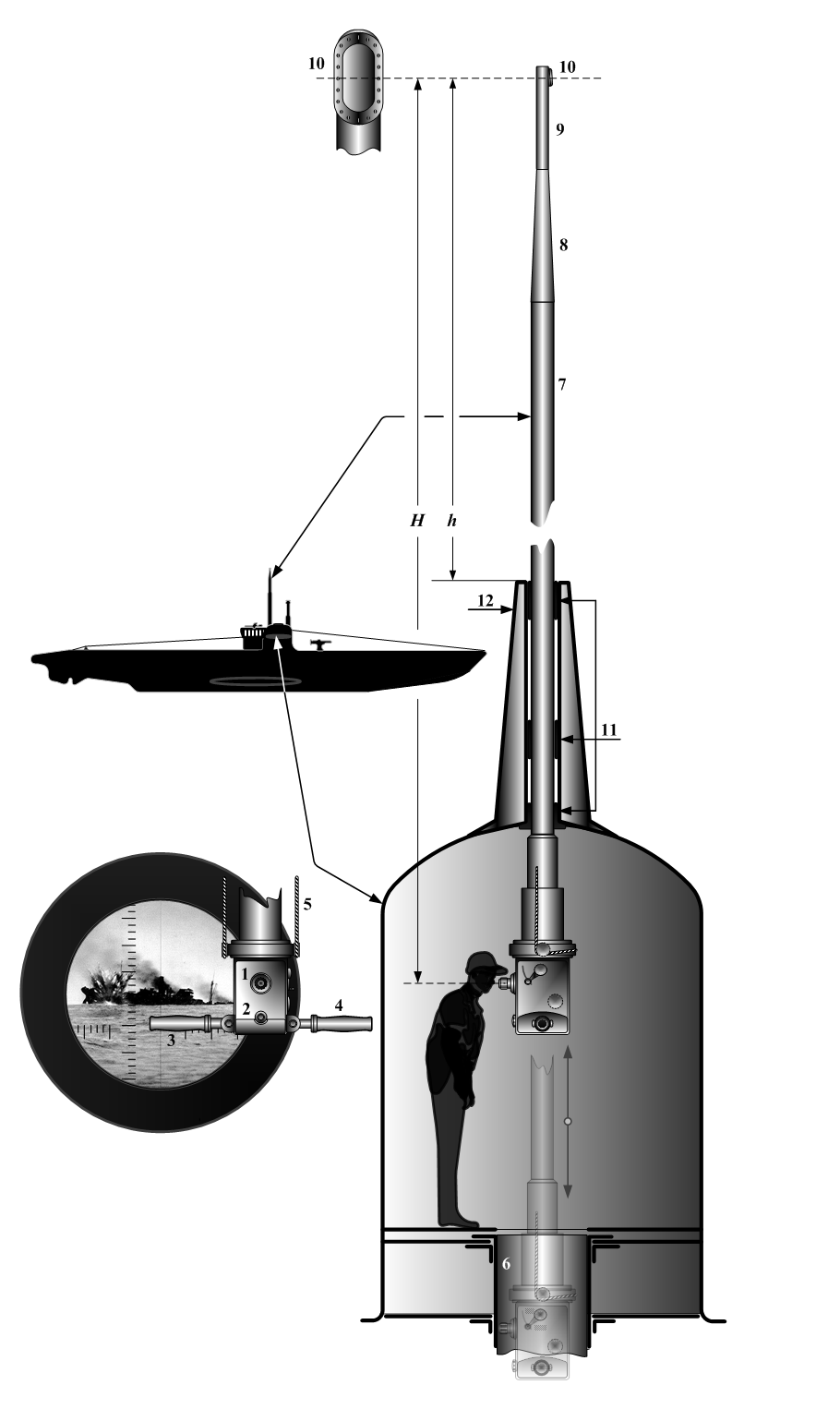
Periscopi monocular d'atac d'un submarí
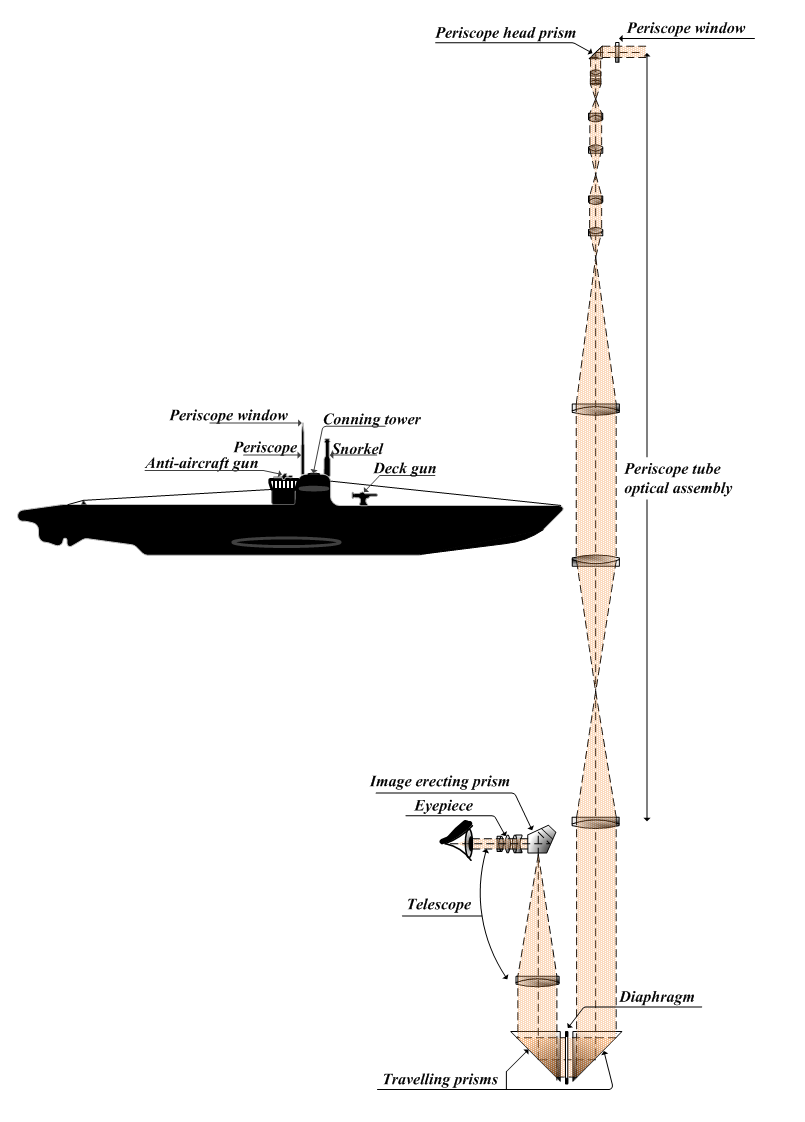
Disseny d'un periscopi per a submarins Zeiss
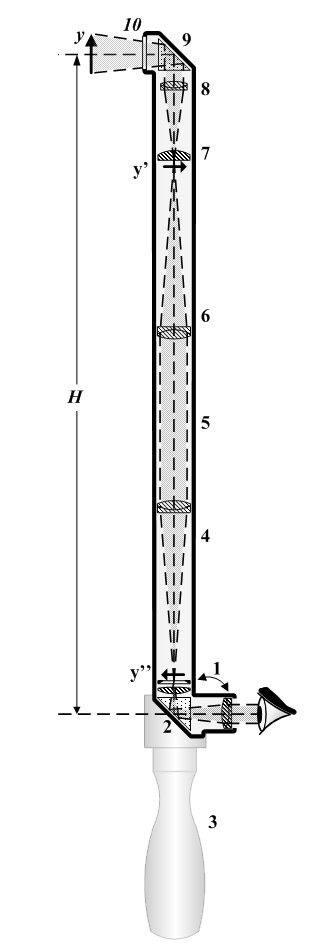
Esquema òptic d'un periscopi manual militar